# Greckokatolickie Seminarium Duchowne w Przemyślu

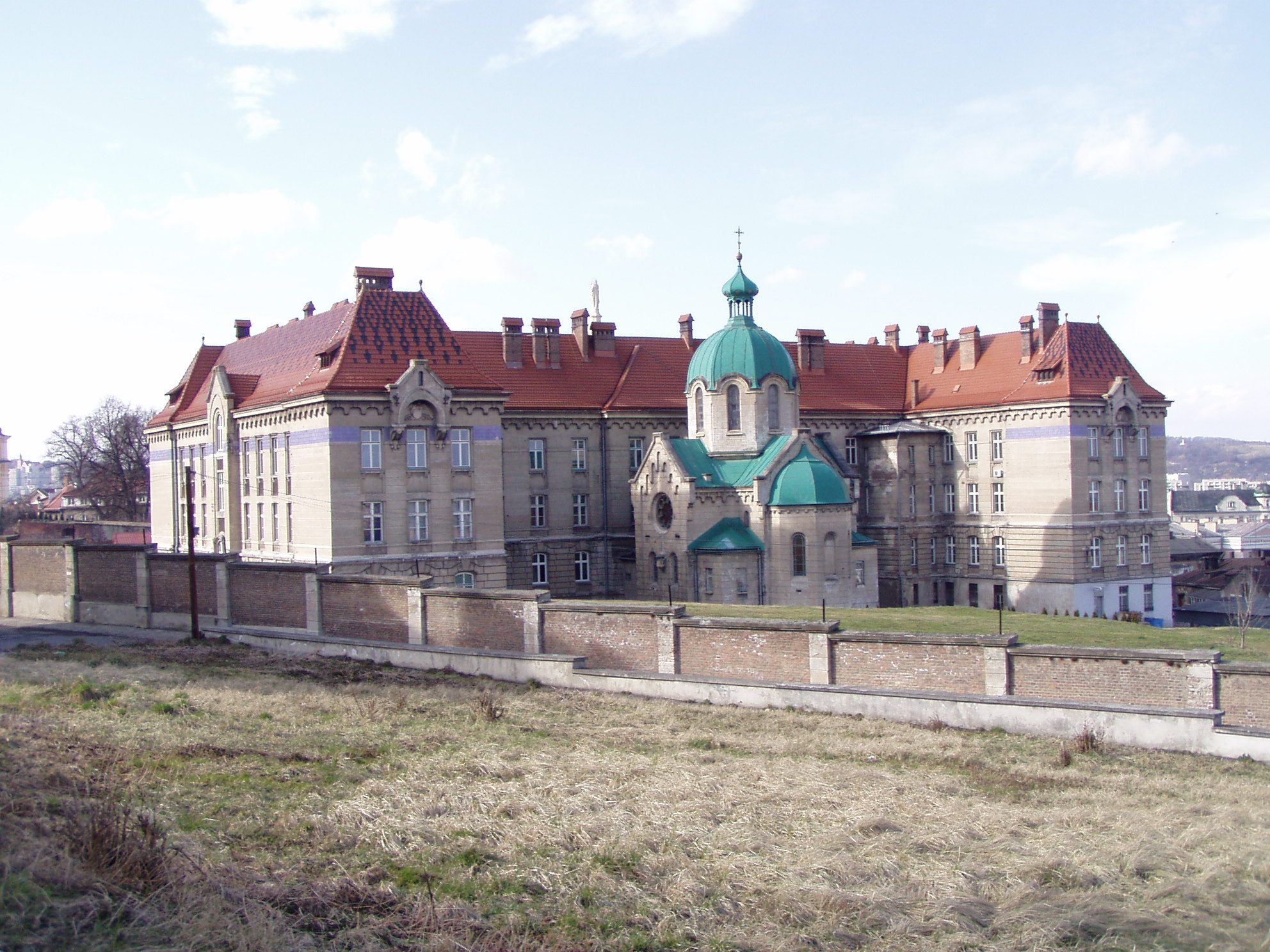

Greckokatolickie Seminarium Duchowne w Przemyślu – greckokatolickie seminarium duchowne, utworzone 2 października 1845 przez biskupa Iwana Snihurskiego w Przemyślu, w celu kształcenia kapłanów eparchii przemyskiej.
Pierwszy raz istniało w latach 1770–1792. Mieściło się w dwóch niewielkich budynkach przy ul. Dobromilskiej (obecnie Słowackiego): w jednym mieszkało dwóch wykładowców, w drugim odbywały się zajęcia. Seminarzyści mieszkali na prywatnych stancjach w mieście i utrzymywali się na własny koszt. Wykładowcami byli w tym okresie m.in. Jakiw Łapczynśkyj i Hnat Witoszynśkyj. Po likwidacji seminarium kandydaci do stanu duchownego, pochodzący z greckokatolickiej eparchii przemyskiej, studiowali w Greckokatolickim Seminarium Generalnym we Lwowie.
Seminarium zostało utworzone po raz drugi w 1845. Od 1912 seminarium znajdowało się w specjalnie dla niego wybudowanym obiekcie. Zostało zlikwidowane w październiku 1945, w ramach represji przeciw cerkwi greckokatolickiej.

## Rektorzy seminarium
- 1845 – Toma Polianśkyj
- 1845-1847 – Andrij Petrasewycz
- 1847-1850 – Aital Wytoszynskyj
- 1850-1857 – Hryhorij Hynyłewycz
- 1857-1868 – Antin Juzyczynski
- 1868-1869 – Wołodysław Dobrianskyj
- 1869-1883 – Iwan Ilnyckyj
- 1883-1884 – Julian Kuiłowski
- 1884-1888 – Myron Podolinskyj
- 1888-1890 – Kostiantyn Czechowycz
- 1890-1898 – Iwan Wojtowycz
- 1898-1918 – Mychajło Mryc
- 1918-1926 – Hryhorij Łakota
- 1926-1929 – Wasyl Pynyło
- 1929-1935 – Wołodymyr Gmytrasewycz
- 1935-1945 – Iwan Kuzycz (z przerwą w latach 1939–1941, kiedy seminarium zostało zamknięte przez władze radzieckie)

## Literatura
- Amwrozij Androchowycz, „Lwiwśke «Studium Ruthenum»”, Zapysky Naukowoho Towarystwa im. Szewczenka, t. 131 (1921), 123-195
- Dmytro Błażejowśkyj, Istorycznyj szematyzm Peremyskoji Eparchiji z wkluczennjam Apostolśkoji Administratury Łemkiwszczyny (1828-1939), Lwów 1995, ISBN 5-7745-0672-X.
- Енциклопедія українознавства, Lwów 1993, t. 5, s. 1993